# Piotr Morzycki
Piotr Morzycki herbu Mora – podwojewodzi brzeskokujawski, chorąży radziejowski w latach 1791–1793, chorąży przedecki w latach 1789–1791, cześnik brzeskokujawski w latach 1788–1789, łowczy brzeskokujawski w latach 1787–1788, konsyliarz powiatu radziejowskiego w konfederacji targowickiej w 1792 roku.